# コネチカット・ヤンキー (ミュージカル)
『コネチカット・ヤンキー』(A Connecticut Yankee) は、1889年のアメリカ合衆国の小説家マーク・トウェインによる『アーサー王宮廷のコネチカット・ヤンキー』を基にしたミュージカル。トウェインの小説の多くの派生作品と同様、物語を軽くさらったものである。楽曲はリチャード・ロジャースが作曲し、ロレンツ・ハートが作詞し、脚本はハーバート・フィールズが執筆した。ルー・フィールズとライル・D・アンドリュースがプロデュースした。1927年、オリジナルのブロードウェイ公演はヒットして421回上演し、その後も再演されている。
1931年のウィル・ロジャース主演の同名映画『A Connecticut Yankee』も、1949年のビング・クロスビー主演のミュージカル映画『A Connecticut Yankee in King Arthur's Court』もどちらも本作の映画化ではない。ロジャース&ハートによる本作は2人の初期のミュージカルと同様に1948年に2人を描いた伝記映画『ワーズ&ミュージック』で描かれたことはあっても作品の映画化はされていない。

## 制作

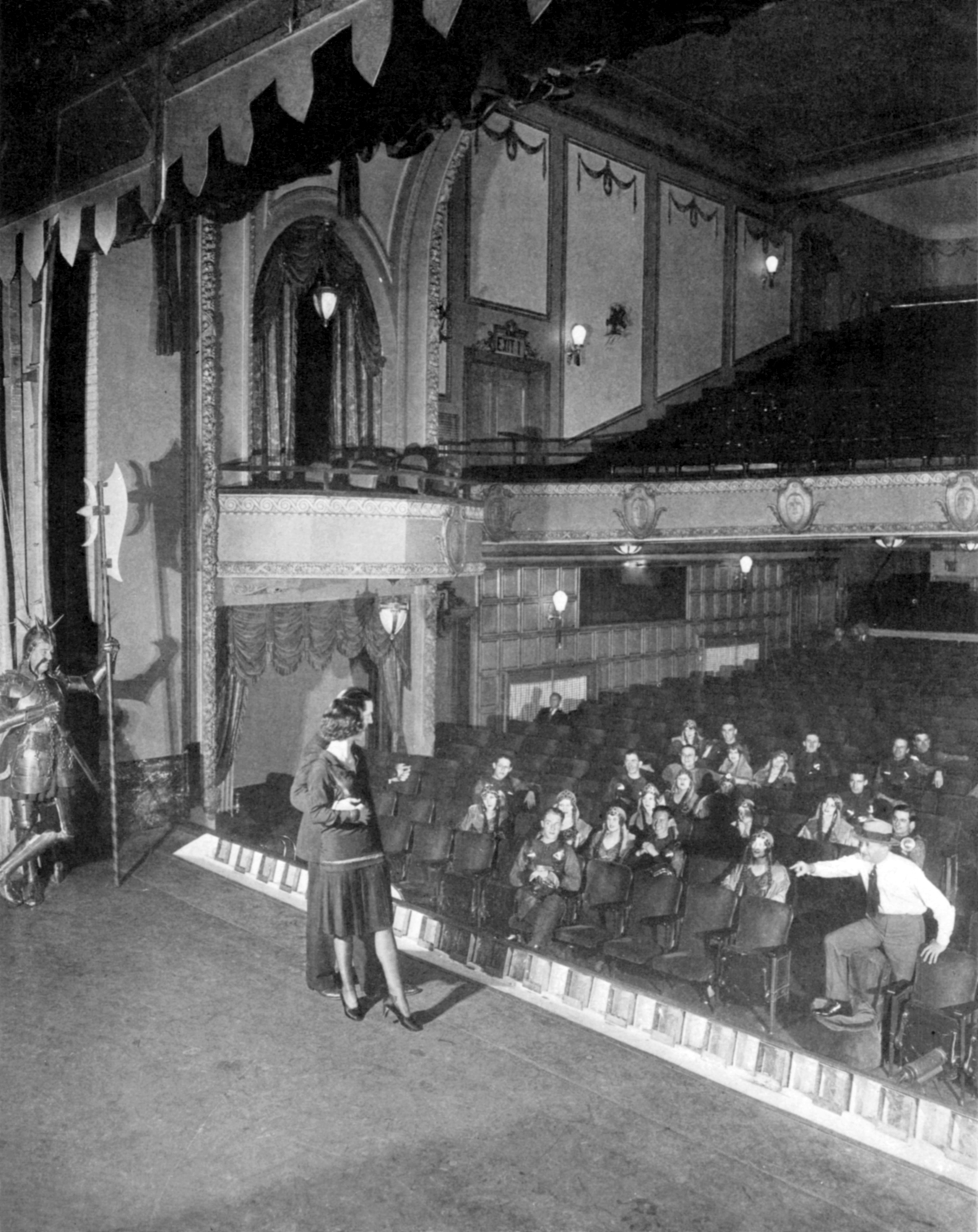
1928年、ヴァンダービルト・シアターにて公演期間中途のリハーサル風景。中央にオリジナル公演主演のコンスタンス・カーペンターとウィリアム・ギャクストン、右の長袖シャツの男性がプロデューサーのルー・フィールズ。

1927年11月3日にブロードウェイのヴァンダービルト・シアターで開幕し、421回の上演後に1928年10月27日に閉幕した。アレクサンダー・レフトウィッチが演出し、バスビー・バークレーが振付を行なった。ヤンキーのマーティン役をウィリアム・ギャクストン、The Demoiselle Alisande la Carteloiseのアリス・カーター役をコンスタンス・カーペンター、Mistress Evelyn Al Belle-Ans役のジューン・コクランが演じた。
1929年10月10日、ジョージ・エドワーズが経営するデイリーズ・シアターにて『A Yankee at the Court of King Arthur』と改題しロンドン公演が開幕したが、43回上演したのみで閉幕した。マーティン役をハリー・フォックス、アリス役をコンスタンス・カーペンターが演じた。ロンドン公演閉幕後、1930年春、イギリスでツアー公演が行なわれた。デスモンド・カーター、ヴィヴィアン・エリス、H・M・テネント、パーシー・グリーンバンクらにより楽曲が追加されたが、その後ロジャース&ハートの新曲「A Ladies Home Companion」で開幕するようになった。
1943年11月17日、マーティン・ベック・シアターでブロードウェイ再演が開幕し、135回上演後1944年3月11日閉幕した。ジョン・C・ウィルソンが演出し、ウィリアム・ホルブルックとアル・ホワイト・ジュニアが振付した。メリル中尉/モーガン・ル・フェイ役をヴィヴィアン・シーゲル、マーティン・バレット中尉役をディック・フォラン、Mistress Evelyn Al Belle-Ans役をヴェラ＝エレン、アーサー司令官/イギリスのアーサー王役をロバート・チザムが演じた。
1955年3月12日、NBCでテレビドラマ化され、エディ・アルバート、ジャネット・ブレア、ゲイル・シャーウッド、ボリス・カーロフが主演した。
2001年、ニューヨーク・シティ・センターの『Encores!』でフェイ・モーガン/モーガン・ル・フェイ役をクリスティーン・エバーソール、アーサー・ペンドラゴン/アーサー王役をヘンリー・ギブソン、ランスロット役をロン・リーブマン、グィネヴィア役をジェシカ・ウォルターが演じた。

## あらすじ
1920年代のコネチカットにて、マーティンはフェイと結婚しようとしている。昔の恋人アリスがマーティンのもとを訪れ、フェイは嫉妬によりシャンパン・ボトルでマーティンを殴る。気絶したマーティンは夢の中で、西暦528年、アーサー王の宮廷にいるようである。マーティンはアーサー王から「ボス卿」と呼ばれ、キャメロットの産業化を任され、電話やラジオなどを作る。マーティンはDemoiselle Alisande(アリス)と恋に落ちるが、アーサー王の姉で魔女のモーガン・ル・フェイ(フェイ)がアリスを誘拐する。マーティンがアリスを救助すると目が覚め、ずっと愛してきたのはアリスだったことに気付く。

### 1943年、再演での変更
1943年の再演においてロジャース&ハートによる改訂が加えられた。設定を戦時中にし、ジープが登場する。またモーガン・ル・フェイをヒロインと敵対する「歌う魔女」に変更し、楽曲「To Keep My Love Alive」が追加作曲されヴィヴィアン・シーガルが歌唱した。

## 楽曲
アップ・テンポのデュエット「Thou Swell」、バラード「My Heart Stood Still」、「On a Desert Island with Thee」、「I Feel at Home with You」で知られる。1943年の再演においてロジャース&ハートにより「"Can't You Do a Friend a Favor?"」、「To Keep My Love Alive」などが追加された。「To Keep My Love Alive」はハートにとって最後の作曲となり、ヴィヴィアン・シーガルが歌唱してヒットした。
| 第1幕 - This Is My Night to Howl—フェイ・モーガン、アンサンブル - My Heart Stood Still—マーティン、アリス・カーター - Thou Swell—マーティン、アリス・カーター - At the Round Table—カンパニー - On a Desert Island with Thee—Mistress Evelyn Al Belle-Ans、ガラハッド卿、ガウェイン卿、アンサンブル - To Keep My Love Alive (1943年再演)—モーガン・ル・フェイ女王 - My Heart Stood Still (リプライス)—マーティン、The Demoiselle Alisande la Carteloise | 第2幕 - Ye Lunchtime Follies—ガラハッド卿、アンサンブル - Can't You Do a Friend a Favor? (1943年再演)—モーガン・ル・フェイ女王、マーティン - Thou Swell (リプライズ)—マーティン、The Demoiselle Alisande la Carteloise - I Feel At Home With You—ガラハッド卿、Mistress Evelyn Al Belle-Ans、ガウェイン卿、アンサンブル - You Always Love the Same Girl—マーティン、イギリスのアーサー王 - The Camelot Samba—ガウェイン卿、アンサンブル |

## レコーディング
1944年6月29日、デッカ・レコードより1943年の再演版のレコーディングがリリースされた。